# Ophiozeta
Ophiozeta is een geslacht van slangsterren uit de familie Gorgonocephalidae.

## Soorten
- Ophiozeta turgida Koehler, 1930